# 工藤時光
工藤時光（日语：／ Kudō Tokimitsu，？—？）是日本鎌倉時代末期武將，出任得宗北條氏被官的御內人，出家後自號工藤二郎右衛門入道，「南家伊東氏藤原姓大系圖」也有相關的記載，奧州工藤氏一族。

## 生涯
時光出家後的法號為工藤杲禪或工藤杲曉，儘管史料上確認他為工藤貞祐的父親，但是其真名和相關的系譜則不明，可是按照工藤氏的《南家伊東氏藤原姓大系圖》，歷史學家今野慶信比定其為工藤時光，該系圖指出時光是工藤高光，工藤祐光之弟，而「時」字則來自北條氏的通字。
時光在出家後開始活躍，他在得宗北條貞時任內出任得宗家公文所執事和得宗分國的若狹國的守護代等職務。另外，他與飯沼助宗等人一同奉命監察引付眾。
按「若狹國守護職次第」記載，時光的法號本來是果曉，後來改為果禪，而「若狹國今富名領主次第」則指其最初的法號是杲禪，在弘安九年（1286年）改為杲曉，雖然次序不一，但可以確認杲禪和杲曉均是指時光，而且是在就任若狹守護代弘安年間之後才改名杲禪。在正安3年（1301年）3月9日的「得宗公文所奉行人連署奉書」的首名奉者「杲勝」，其花押被認為與時光相同。